# Faculta inaequalis
Faculta inaequalis är en fjärilsart som beskrevs av August Busck 1909. Faculta inaequalis ingår i släktet Faculta och familjen stävmalar. Inga underarter finns listade i Catalogue of Life.